# Gornja Koznica
Gornja Koznica (en serbe cyrillique : Горња Козница) est un village de Serbie situé dans la municipalité de Surdulica, district de Pčinja. Au recensement de 2011, il comptait 44 habitants.

## Démographie
| 1948 | 1953 | 1961 | 1971 | 1981 | 1991 | 2002 | 2011 |
| ---- | ---- | ---- | ---- | ---- | ---- | ---- | ---- |
| 257  | 262  | 264  | 215  | 209  | 115  | 77   | 44   |

|  |